# Beverly Hills Cop III - Un piedipiatti a Beverly Hills III
Beverly Hills Cop III - Un piedipiatti a Beverly Hills III (Beverly Hills Cop III) è un film del 1994 diretto da John Landis. È il sequel di Beverly Hills Cop II - Un piedipiatti a Beverly Hills II e terzo film della celebre saga di Beverly Hills Cop.
Il film è la terza collaborazione per la coppia Landis-Murphy dopo Una poltrona per due e Il principe cerca moglie. È anche l'ultima apparizione cinematografica per l'attore Gilbert R. Hill, scomparso nel 2016.

## Trama
Una notte a Detroit, Axel Foley ha intenzione di arrestare una banda di ladri d'auto che gestiscono un'autofficina locale. All'insaputa del suo superiore, l'ispettore Todd, Axel non ha chiamato la SWAT, con l'intenzione di fare irruzione usando solo la sua squadra. Nel frattempo, un gruppo di quattro uomini arriva all'autofficina per ritirare un furgone che i ladri di auto avevano sequestrato. Il leader del gruppo appurando che il veicolo contiene ancora il suo carico, che consiste in casse etichettate come proprietà del governo degli Stati Uniti, ordina ai suoi uomini di pagare i ladri, che vengono giustiziati senza pietà.
Mentre i quattro uomini stanno per andarsene Axel, ignaro di quello che è successo all'interno, procede con il suo piano per entrare nell'autofficina e ne scaturisce presto una sparatoria. Todd, arrivando pochi istanti dopo e vedendo la sparatoria, decide di andare in aiuto dei suoi uomini ma viene ucciso dal leader del gruppo. Quando gli autori scappano nel furgone, Axel desideroso di vendetta si mette al volante di una macchina parzialmente smontata ed insegue il furgone, ma viene intercettato dall'agente dei servizi segreti Steve Fulbright, il quale informa Axel che l'assassino deve rimanere a piede libero perché il governo federale sta perseguendo uno schema più ampio in cui è coinvolto.
Dopo il funerale di Todd, Axel scopre che diversi indizi lasciati dagli assassini indicano 'Wonder World', un parco divertimenti a Beverly Hills, in California, di proprietà dello "Zio Dave" Thornton. Axel arriva a Beverly Hills e si riunisce con il suo amico Billy Rosewood, che è stato promosso a "Vice Direttore delle operazioni per il comando operativo interdipartimentale dei sistemi congiunti" (DDO-JSIOC), e fa conoscenza con Jon Flint, il nuovo partner di Billy dopo che John Taggart è andato in pensione. Flint chiama il suo amico Ellis De Wald, il capo della sicurezza del parco di Wonder World, per fargli sapere che Axel verrà al parco per condurre le sue indagini.
Axel, una volta recatosi a Wonder World, incontra e fa amicizia con Janice Perkins, un'impiegata del parco, mentre visita le strutture sotterranee dietro le quinte del parco e successivamente viene aggredito dalle guardie di sicurezza. Axel si ritira in superficie, dove per sfuggire all'aggressione subita taglia la fila per entrare nel giro della ruota panoramica Spider, ma le guardie lo scoprono e bloccano accidentalmente la corsa arrecando un danno alla giostra e mettendo in pericolo la vita di due bambini. Axel li salva e viene successivamente portato dal direttore del parco Orrin Sanderson. Quando De Wald viene chiamato a contestare l'affermazione secondo cui Axel è stato attaccato dalle guardie di sicurezza senza previa contestazione, Axel riconosce immediatamente in De Wald l'assassino di Todd, ma Rosewood e Flint si rifiutano di credere a tale affermazione perché De Wald mantiene una reputazione pubblica impeccabile. Tuttavia, Axel decide di andare ugualmente avanti con le sue indagini e viene successivamente visitato nella sua stanza di motel da zio Dave e Janice, che lo informano che il designer del parco 'Wonder World' e amico intimo di Dave, Roger Frye, è misteriosamente scomparso mentre ispezionava il terreno due settimane prima, lasciando solo un biglietto con un messaggio criptico.
Axel durante una cerimonia cerca di mettere alle strette De Wald per far sì che commetta qualche mossa falsa per poterlo incriminare, nonostante i continui ammonimenti di Fulbright, ma De Wald si rivela troppo furbo per essere colto in errore e fa cacciare Axel in un mare di guai. Un giorno Axel ispeziona un'attrazione apparentemente chiusa al pubblico per restauro e scopre che DeWald e Sanderson gestiscono un circolo di contraffazione all'interno di essa utilizzando 'Wonder World' come copertura, e che il furgone rubato all'autofficina di Detroit conteneva carta proveniente dalla zecca degli Stati Uniti d'America che sarebbe servita per falsificare le banconote ma viene presto scoperto da DeWald il quale ordina ai suoi scagnozzi di ucciderlo ma Axel riesce a sfuggire al tentativo di omicidio e contatta Fulbright mettendolo a conoscenza degli illeciti commessi da DeWald. Una volta che quest'ultimo, assieme a Rosewood e Flint arriva al parco, De Wald e Sanderson, grazie ad un espediente, cambiano la matrice delle banconote mettendo in cattiva luce Axel. Ormai sfiduciato da tutti, viene accompagnato da Flint in aeroporto per partire alla volta di Detroit ma riesce a fuggire e quella stessa sera si incontra con lo zio Dave per chiedergli ulteriori dettagli in modo tale di poter trovare una prova più concreta per la scomparsa di Roger Frye, e scopre così che il messaggio di avvertimento di Frye è in realtà stato scritto su un foglio di carta di zecca rubata, capendo così che Frye era stato ucciso da De Wald perché aveva scoperto i suoi illeciti e prima che venisse ucciso era riuscito a far recapitare il biglietto allo Zio Dave come prova. Prima che possa utilizzare quella prova per incastrare definitivamente De Wald, tuttavia Axel non si era accorto di essere stato seguito da quest'ultimo il quale, furbescamente, spara allo Zio Dave con la pistola di Axel, facendo finire quest'ultimo sospettato di tentato omicidio.
Dopo aver allontanato De Wald e aver portato lo zio Dave (in fin di vita) in ospedale, Axel viene a conoscenza che Janice è tenuta in ostaggio da De Wald il quale minaccia di ucciderla qualora non gli consegnasse il pezzo di carta della zecca con su scritto il messaggio di Frye. Axel successivamente chiama Rosewood mettendolo a conoscenza che si sta recando a Wonder World per affrontare De Wald e Rosewood decide di raggiungerlo assieme a Flint. Una volta raggiunto il parco ne scaturisce presto una sparatoria nella quale vengono uccisi tutti gli scagnozzi di De Wald e infine, dopo un combattimento corpo a corpo, Axel spara e uccide De Wald, vendicando così l'omicidio di Todd. Sanderson, invece, viene ucciso a colpi di arma da fuoco nella tipografia dall'agente Fulbright, che poi si reca da Axel per spiegare che aveva ragione salvo poi puntargli una pistola in testa minacciando di ucciderlo ma Axel, dopo averlo disarmato, riesce a sparargli uccidendolo. Qualche tempo dopo lo zio Dave si riprende completamente dalla ferita da arma da fuoco e ringrazia Axel per la sua assistenza creando in suo onore un nuovo personaggio per 'Wonder World' con il suo nome, Axel la volpe; poco dopo, Janice porta Axel, ora su una sedia a rotelle causa ferite riportate durante la sparatoria, lontano dai festeggiamenti per mostrargli il "Tunnel dell'amore" facendo presagire che i due si stanno innamorando l'uno dell'altro.

## Produzione

### Curiosità
In una scena appare in un cameo George Lucas, nei panni di un visitatore del parco al quale Foley ruba il posto su un'attrazione.

## Distribuzione
Il film è uscito nelle sale statunitensi il 25 maggio 1994 mentre in Italia per il 16 settembre dello stesso anno.

## Accoglienza

### Incassi
Con un budget di 50 milioni di dollari e un incasso totale di 119 200 000 dollari, risulta il capitolo della serie con minor successo al botteghino.

### Critica
Il film fu criticato per alcune ragioni: la mancanza di attori distintivi della serie come John Ashton (John Taggart), Ronny Cox (Andrew Bogomil) e Paul Reiser (Jeffrey Friedman), che non riconfermarono i loro ruoli - i primi due a causa di ritardi nella produzione che entrarono in contrasto con altri film che avevano in programma -, il mancato coinvolgimento dei produttori originali Jerry Bruckheimer e Don Simpson e anche il tono da generica commedia d'azione adottato dalla pellicola, priva della verve e dell'umorismo dei primi due episodi.
Lo stesso Eddie Murphy disse apertamente nella puntata dello show televisivo Inside the Actor's Studio del 19 dicembre 2006 che il terzo film fu "un'atrocità e una disgrazia".
Riguardo al film, John Landis disse nel 2005: "Beverly Hills Cop 3 è stata un'esperienza molto strana. La sceneggiatura non era per niente buona, ma ho pensato: "E quindi? La renderò divertente con Eddie". Ma poi, quando il primo giorno iniziai a svelare un po' di trucchetti a Eddie, lui mi disse: "Sai, John ... Axel Foley è un adulto ora. Non è più un saputello, ormai". Quindi, con Beverly Hills Cop 3, ho avuto questa strana esperienza in cui lui era molto professionale, ma semplicemente non era divertente. Io provavo a metterlo in situazioni divertenti, e lui avrebbe trovato un modo per aggirarle. È un film strano. Ci sono cose che mi piacciono, ma è un film strano."
In un'intervista col sito The A.V. Club nel 2009, l'attore Bronson Pinchot, che nel film interpreta Serge, dichiarò che Eddie Murphy era "davvero depresso" ai tempi delle riprese, nonché "carente di spirito ed energia".
Il film fu candidato per due Razzie Award, uno per John Landis come Peggior regista e uno per la pellicola stessa come Peggior remake o sequel.

## Sequel
Nel 2024 è uscito il quarto capitolo della saga, intitolato, Un piedipiatti a Beverly Hills - Axel F.